# آيت ماغليف (خوزامة)
آيت ماغليف هي إحدى مشيخات المملكة المغربية، تتبع جغرافيا لإقليم ورززات وإداريًا لخوزامة. يقدر عدد سكانها بـ 4175 نسمة حسب الإحصاء الرسمي للسكان والسكنى لسنة 2004.